# Тильке, Макс Карл
Макс Карл Тильке (нем. Max Karl Tilke; 6 февраля 1869, Бреслау, Силезия — 2 августа 1942, Берлин) — немецкий художник, исследователь народного, в частности,  кавказского костюма, создатель первого берлинского кабаре.

## Биография
Родился в 1869 году в Бреслау в семье книготорговца. В 17 лет поступил в Прусскую академию художеств в Берлине (1886). Ещё будучи студентом Академии, совершил путешествия по Италии и Французском Тунису. Окончив Академию, Тильке некоторое время работал в Берлине художником-декоратором, а затем отправился в Мадрид, где работал в музее Прадо. Из Мадрида Тильке отправился в Париж (1900), где работал художником-иллюстратором.
Вернувшись в Германию, Тильке 1 октября 1901 года открыл в Берлине первое кабаре, которое называлось «Голодный пегас» («Zumhungrigen Pegasus»), по образцу заведений которые он ранее посещал в Париже. Кабаре располагалось в небольшой задней комнате итальянского ресторана «Дальбелли». Постоянными гостями заведения были многие представители тогдашней берлинской богемы, а сам Тильке исполнял в своём кабаре должность конферансье.
Однако уже примерно полгода спустя кабаре «Голодный пегас» закрылось. После этого Тильке всецело сосредоточился на своём новом увлечении: зарисовке и исследовании исторических костюмов. В 1905 году он проиллюстрировал пятитомную монографию Эдуарда Хейка (под редакцией историка культуры Адольфа Розенберга) «Geschichte des Kostüms», посвящённую всемирной истории костюма. 
В 1911 году в Берлине состоялась персональная выставка работ Тильке, посвящённых истории и эволюции костюма. 
В 1912 году Тильке проиллюстрировал книгу пионера сексологии Магнуса Хиршфельда, посвящённую трансвестизму — первую нейтральную академическую научную монографию на этот сюжет.
С конца 1912 по 1913 год Тильке работал в Тифлисе, Российская империя, куда он был приглашён, чтобы зарисовать костюмы из коллекции Кавказского музея, а также предпринять этнографическую экспедицию для пополнения коллекции. Однако, в конечном итоге Тильке выбрал несколько иной способ работы: он объявил, что готов за хорошие деньги фотографировать местных жителей и приобретать у них национальные костюмы. Сначала каждая «модель» в национальном костюме была сфотографирована (в некоторых случаях имена сфотографированных известны), потом у «модели» приобретался костюм, а затем художник создавал живописное изображение купленного костюма.  
В 1922 году Тильке издал книгу «Orientalische Kostume in Schnitt und Farbe» («Восточный костюм; расцветки и фасоны»), в которой он выступал и в качестве автора текста, и в качестве автора иллюстраций. 
Тильке был женат дважды и имел двоих детей, однако оба брака (со швеёй-немкой Анной Бёльтер в 1897—1903 и с уроженкой Дании Кристиной Нильсен в 1906—1912 годах) закончились разводом. 
Скончался Тильке в 1942 году в Берлине.

## Галерея
- Берлинская уличная сцена
- Хевсуры
- Хевсур
- Езид
- Езид
- Езидская женщина
- Езидская женщина
- Азербайджанка из Варташена
- Азербайджанка из Капанахчи
- Удинка
- Курд
- Карапапах